# Grand Prix Hiszpanii 2009

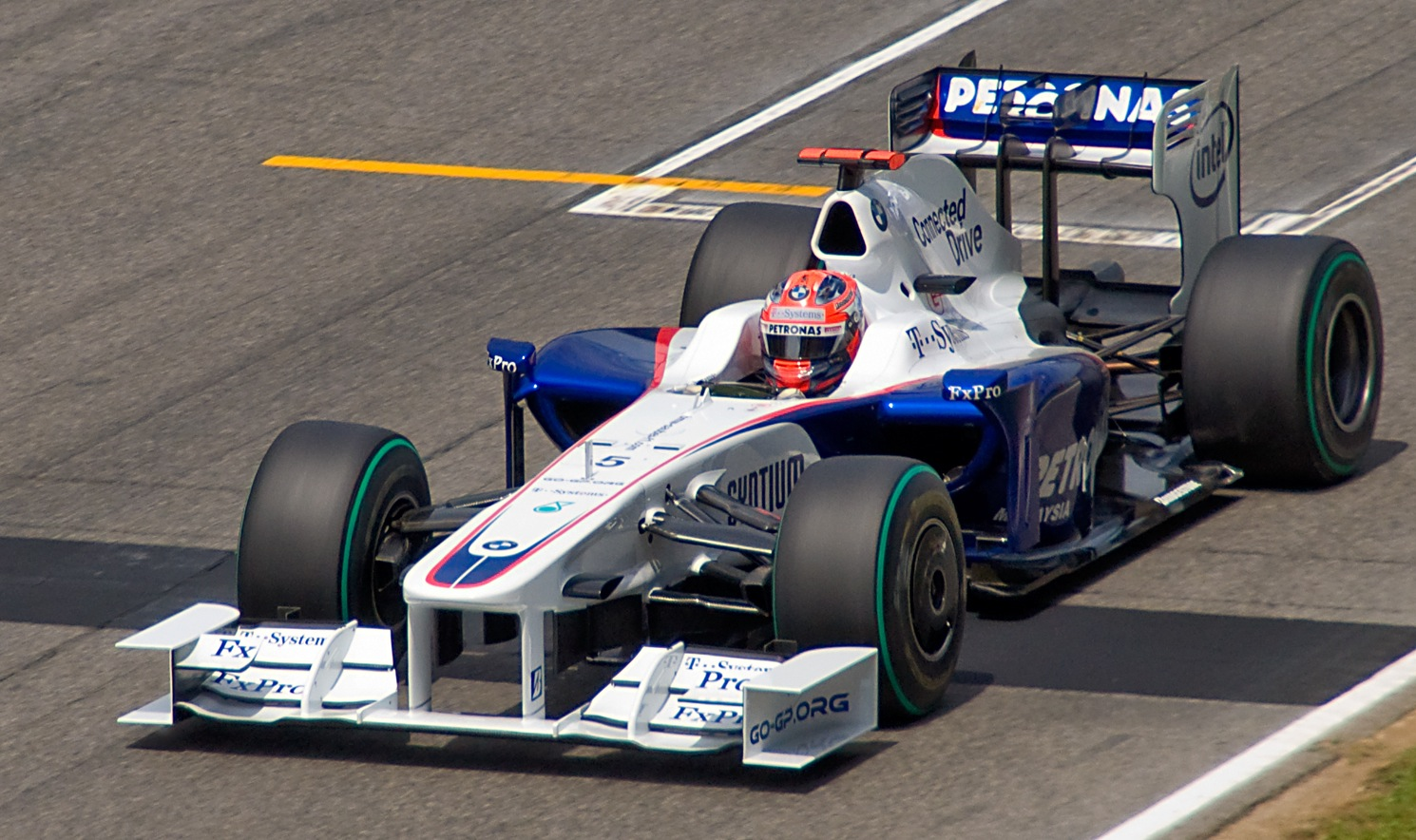
Robert Kubica

Wyniki Grand Prix Hiszpanii, piątej rundy Mistrzostw Świata Formuły 1 w sezonie 2009.

## Wyniki

### Sesje treningowe
| Sesja | Nr | Kierowca      | Konstruktor     | Czas     | Okr. |
| ----- | -- | ------------- | --------------- | -------- | ---- |
| 1     | 22 | Jenson Button | Brawn-Mercedes  | 1:21.799 | 21   |
| 2     | 16 | Nico Rosberg  | Williams-Toyota | 1:21.588 | 43   |
| 3     | 3  | Felipe Massa  | Ferrari         | 1:20.553 | 18   |

### Kwalifikacje
| 1 | 22 | Jenson Button        | Brawn-Mercedes       | 1:20.707 | 1:20.192 | 1:20.527 |
| 2 | 15 | Sebastian Vettel     | Red Bull-Renault     | 1:20.715 | 1:20.220 | 1:20.660 |
| 3 | 23 | Rubens Barrichello   | Brawn-Mercedes       | 1:20.808 | 1:19.954 | 1:20.762 |
| 4 | 3 | Felipe Massa         | Ferrari              | 1:20.484 | 1:20.149 | 1:20.934 |
| 5 | 14 | Mark Webber          | Red Bull-Renault     | 1:20.689 | 1:20.007 | 1:21.049 |
| 6 | 10 | Timo Glock           | Toyota               | 1:20.877 | 1:20.107 | 1:21.247 |
| 7 | 9 | Jarno Trulli         | Toyota               | 1:21.189 | 1:20.420 | 1:21.254 |
| 8 | 7 | Fernando Alonso      | Renault              | 1:21.186 | 1:20.509 | 1:21.392 |
| 9 | 16 | Nico Rosberg         | Williams-Toyota      | 1:20.745 | 1:20.256 | 1:22.558 |
| 10 | 5 | Robert Kubica        | BMW Sauber           | 1:20.931 | 1:20.408 | 1:22.685 |
| 11 | 17 | Kazuki Nakajima      | Williams-Toyota      | 1:20.818 | 1:20.531 | -        |
| 12 | 8 | Nelson Piquet Jr.    | Renault              | 1:21.128 | 1:20.604 | -        |
| 13 | 6 | Nick Heidfeld        | BMW Sauber           | 1:21.095 | 1:20.676 | -        |
| 14 | 1 | Lewis Hamilton       | McLaren-Mercedes     | 1:20.991 | 1:20.805 | -        |
| 15 | 12 | Sébastien Buemi      | Toro Rosso-Ferrari   | 1:21.033 | 1:21.067 | -        |
| 16 | 4 | Kimi Räikkönen       | Ferrari              | 1:21.291 | -        | -        |
| 17 | 11 | Sébastien Bourdais   | Toro Rosso-Ferrari   | 1:21.300 | -        | -        |
| 18 | 2 | Heikki Kovalainen    | McLaren-Mercedes     | 1:21.675 | -        | -        |
| 19 | 20 | Adrian Sutil         | Force India-Mercedes | 1:21.742 | -        | -        |
| 20 | 21 | Giancarlo Fisichella | Force India-Mercedes | 1:22.204 | -        | -        |
| Poz. | Nr | Kierowca             | Konstruktor          | Q1       | Q2       | Q3       |
| \| Legenda \| Legenda \| \| ---------------- \| -------------------------------------------------------------------------------------------------------------------------------------------------------------------------------------------------------- \| \| Poz. Nr Q1 Q2 Q3 \| Pozycja zajęta w sesji kwalifikacyjnej Numer startowy kierowcy Wynik uzyskany w pierwszej części kwalifikacji Wynik uzyskany w drugiej części kwalifikacji Wynik uzyskany w trzeciej części kwalifikacji \| | |                      |                      |          |          |          |
| Legenda | |                      |                      |          |          |          |
| Poz. Nr Q1 Q2 Q3 | Pozycja zajęta w sesji kwalifikacyjnej Numer startowy kierowcy Wynik uzyskany w pierwszej części kwalifikacji Wynik uzyskany w drugiej części kwalifikacji Wynik uzyskany w trzeciej części kwalifikacji |                      |                      |          |          |          |

### Wyścig
| P                 | + / –     | Nr | Kierowca             | Konstruktor          | Okr. | Czas / Strata | Komentarz                      |
| ----------------- | --------- | -- | -------------------- | -------------------- | ---- | ------------- | ------------------------------ |
| 1                 | Bez zmian | 22 | Jenson Button        | Brawn-Mercedes       | 66   | 1h37:19.202   |                                |
| 2                 | 1         | 23 | Rubens Barrichello   | Brawn-Mercedes       | 66   | +0:13.056     |                                |
| 3                 | 2         | 14 | Mark Webber          | Red Bull-Renault     | 66   | +0:13.924     |                                |
| 4                 | 2         | 15 | Sebastian Vettel     | Red Bull-Renault     | 66   | +0:18.941     |                                |
| 5                 | 3         | 7  | Fernando Alonso      | Renault              | 66   | +0:43.166     |                                |
| 6                 | 2         | 3  | Felipe Massa         | Ferrari              | 66   | +0:50.827     |                                |
| 7                 | 6         | 6  | Nick Heidfeld        | BMW Sauber           | 66   | +0:52.312     |                                |
| 8                 | 1         | 16 | Nico Rosberg         | Williams-Toyota      | 66   | +1:05.311     |                                |
| 9                 | 5         | 1  | Lewis Hamilton       | McLaren-Mercedes     | 65   | +1 okr.       |                                |
| 10                | 4         | 10 | Timo Glock           | Toyota               | 65   | +1 okr.       |                                |
| 11                | 1         | 5  | Robert Kubica        | BMW Sauber           | 65   | +1 okr.       |                                |
| 12                | Bez zmian | 8  | Nelson Piquet Jr.    | Renault              | 65   | +1 okr.       |                                |
| 13                | 2         | 17 | Kazuki Nakajima      | Williams-Toyota      | 65   | +1 okr.       |                                |
| 14                | 6         | 21 | Giancarlo Fisichella | Force India-Mercedes | 65   | +1 okr.       |                                |
| Niesklasyfikowani |           |    |                      |                      |      |               |                                |
|                   |           | 4  | Kimi Räikkönen       | Ferrari              | 17   |               | hydraulika                     |
|                   |           | 2  | Heikki Kovalainen    | McLaren-Mercedes     | 7    |               | skrzynia biegów                |
|                   |           | 9  | Jarno Trulli         | Toyota               | 0    |               | kolizja na pierwszym okrążeniu |
|                   |           | 12 | Sébastien Buemi      | Toro Rosso-Ferrari   | 0    |               | kolizja na pierwszym okrążeniu |
|                   |           | 11 | Sébastien Bourdais   | Toro Rosso-Ferrari   | 0    |               | kolizja na pierwszym okrążeniu |
|                   |           | 20 | Adrian Sutil         | Force India-Mercedes | 0    |               | kolizja na pierwszym okrążeniu |
| P                 | + / –     | Nr | Kierowca             | Konstruktor          | Okr. | Czas / Strata | Komentarz                      |

### Najszybsze okrążenie
| Nr | Kierowca           | Konstruktor    | Czas     | Okr. |
| -- | ------------------ | -------------- | -------- | ---- |
| 23 | Rubens Barrichello | Brawn-Mercedes | 1:22.762 | 28   |

## Lista startowa
| Nr | Kierowca             | Zespół                       | Samochód          | Silnik               | Opony |
| -- | -------------------- | ---------------------------- | ----------------- | -------------------- | ----- |
| 1  | Lewis Hamilton       | Vodafone McLaren Mercedes    | McLaren MP4-24    | Mercedes-Benz FO108W | B     |
| 2  | Heikki Kovalainen    | Vodafone McLaren Mercedes    | McLaren MP4-24    | Mercedes-Benz FO108W | B     |
| 3  | Felipe Massa         | Scuderia Marlboro Ferrari    | Ferrari F60       | Ferrari 056          | B     |
| 4  | Kimi Räikkönen       | Scuderia Marlboro Ferrari    | Ferrari F60       | Ferrari 056          | B     |
| 5  | Robert Kubica        | BMW Sauber F1 Team           | BMW F1.09         | BMW P86/9            | B     |
| 6  | Nick Heidfeld        | BMW Sauber F1 Team           | BMW F1.09         | BMW P86/9            | B     |
| 7  | Fernando Alonso      | ING Renault F1 Team          | Renault R29       | Renault RS27-2009    | B     |
| 8  | Nelson Piquet Jr.    | ING Renault F1 Team          | Renault R29       | Renault RS27-2009    | B     |
| 9  | Jarno Trulli         | Panasonic Toyota Racing      | Toyota TF109      | Toyota RVX-09        | B     |
| 10 | Timo Glock           | Panasonic Toyota Racing      | Toyota TF109      | Toyota RVX-09        | B     |
| 11 | Sébastien Bourdais   | Scuderia Toro Rosso          | Toro Rosso STR04  | Ferrari 056          | B     |
| 12 | Sébastien Buemi      | Scuderia Toro Rosso          | Toro Rosso STR04  | Ferrari 056          | B     |
| 14 | Mark Webber          | Red Bull Racing              | Red Bull RB5      | Renault RS27-2009    | B     |
| 15 | Sebastian Vettel     | Red Bull Racing              | Red Bull RB5      | Renault RS27-2009    | B     |
| 16 | Nico Rosberg         | AT&T WilliamsF1 Team         | Williams FW31     | Toyota RVX-09        | B     |
| 17 | Kazuki Nakajima      | AT&T WilliamsF1 Team         | Williams FW31     | Toyota RVX-09        | B     |
| 20 | Adrian Sutil         | Force India Formula One Team | Force India VJM02 | Mercedes-Benz FO108W | B     |
| 21 | Giancarlo Fisichella | Force India Formula One Team | Force India VJM02 | Mercedes-Benz FO108W | B     |
| 22 | Jenson Button        | Brawn GP Formula One Team    | Brawn BGP 001     | Mercedes-Benz FO108W | B     |
| 23 | Rubens Barrichello   | Brawn GP Formula One Team    | Brawn BGP 001     | Mercedes-Benz FO108W | B     |
| Nr | Kierowca             | Zespół                       | Samochód          | Silnik               | Opony |

## Klasyfikacja po wyścigu

### Kierowcy
| P  | +/− | Kierowca             | Starty | Punkty | P1 | P2 | P3 | PP | NO | NS |
| -- | --- | -------------------- | ------ | ------ | -- | -- | -- | -- | -- | -- |
| 1  | 0   | Jenson Button        | 5      | 41     | 4  | -  | 1  | 3  | 1  | -  |
| 2  | 0   | Rubens Barrichello   | 5      | 27     | -  | 2  | -  | -  | 2  | -  |
| 3  | 0   | Sebastian Vettel     | 5      | 23     | 1  | 1  | -  | 1  | -  | -  |
| 4  | +2  | Mark Webber          | 5      | 15,5   | -  | 1  | 1  | -  | -  | -  |
| 5  | −1  | Jarno Trulli         | 5      | 14,5   | -  | -  | 2  | 1  | 1  | 2  |
| 6  | −1  | Timo Glock           | 5      | 12     | -  | -  | 1  | -  | -  | -  |
| 7  | 0   | Lewis Hamilton       | 5      | 9      | -  | -  | -  | -  | -  | -  |
| 8  | 0   | Fernando Alonso      | 5      | 9      | -  | -  | -  | -  | -  | -  |
| 9  | 0   | Nick Heidfeld        | 5      | 6      | -  | 1  | -  | -  | -  | -  |
| 10 | +1  | Nico Rosberg         | 5      | 4,5    | -  | -  | -  | -  | 1  | -  |
| 11 | −1  | Heikki Kovalainen    | 5      | 4      | -  | -  | -  | -  | -  | 3  |
| 12 | +3  | Felipe Massa         | 5      | 3      | -  | -  | -  | -  | -  | 2  |
| 13 | −1  | Kimi Räikkönen       | 5      | 3      | -  | -  | -  | -  | -  | 1  |
| 14 | −1  | Sébastien Buemi      | 5      | 3      | -  | -  | -  | -  | -  | 1  |
| 15 | −1  | Sébastien Bourdais   | 5      | 1      | -  | -  | -  | -  | -  | 1  |
| 16 | 0   | Adrian Sutil         | 5      | -      | -  | -  | -  | -  | -  | 1  |
| 17 | 0   | Nelson Piquet Jr.    | 5      | -      | -  | -  | -  | -  | -  | 1  |
| 18 | +2  | Robert Kubica        | 5      | -      | -  | -  | -  | -  | -  | 1  |
| 19 | −1  | Giancarlo Fisichella | 5      | -      | -  | -  | -  | -  | -  | -  |
| 20 | −1  | Kazuki Nakajima      | 5      | -      | -  | -  | -  | -  | -  | 3  |
| P  | +/− | Kierowca             | Starty | Punkty | P1 | P2 | P3 | PP | NO | NS |

### Konstruktorzy
| P  | +/− | Konstruktor          | Starty | Punkty | P1 | P2 | P3 | PP | NO | NS |
| -- | --- | -------------------- | ------ | ------ | -- | -- | -- | -- | -- | -- |
| 1  | 0   | Brawn-Mercedes       | 10     | 68     | 4  | 2  | 1  | 3  | 3  | -  |
| 2  | 0   | Red Bull-Renault     | 10     | 38,5   | 1  | 2  | 1  | 1  | -  | -  |
| 3  | 0   | Toyota               | 10     | 26,5   | -  | -  | 3  | 1  | 1  | 2  |
| 4  | 0   | McLaren-Mercedes     | 10     | 13     | -  | -  | -  | -  | -  | 3  |
| 5  | 0   | Renault              | 10     | 9      | -  | -  | -  | -  | -  | 1  |
| 6  | 0   | BMW Sauber           | 10     | 6      | -  | 1  | -  | -  | -  | 1  |
| 7  | +2  | Ferrari              | 10     | 6      | -  | -  | -  | -  | -  | 3  |
| 8  | 0   | Williams-Toyota      | 10     | 4,5    | -  | -  | -  | -  | 1  | 3  |
| 9  | −2  | Toro Rosso-Ferrari   | 10     | 4      | -  | -  | -  | -  | -  | 2  |
| 10 | 0   | Force India-Mercedes | 10     | -      | -  | -  | -  | -  | -  | 1  |
| P  | +/− | Konstruktor          | Starty | Punkty | P1 | P2 | P3 | PP | NO | NS |

### Waga bolidów
| Waga poszczególnych bolidów przed wyścigiem |
| ------------------------------------------- |
|                                             |

### Prowadzenie w wyścigu
| Nr                              | Kierowca           | Okrążenia          | Suma |
| ------------------------------- | ------------------ | ------------------ | ---- |
| 22                              | Jenson Button      | 32-48, 51-66       | 33   |
| 23                              | Rubens Barrichello | 1-19, 21-31, 49-50 | 32   |
| 3                               | Felipe Massa       | 20                 | 1    |
| \| Wykres \| \| ------ \| \| \| |                    |                    |      |
| Wykres                          |                    |                    |      |
|                                 |                    |                    |      |